# Teodorico il Tesoriere
Teodorico, detto il Tesoriere. Thierry in francese, Teodoric in catalano e Theodericus in latino (810 circa – 883), fu Conte di Autun, dall'878 all'879.

## Origine
Secondo il testamento del fratello, Eccardo (documento n° XXV del Recueil des chartes de l'abbaye de Saint-Benoît-sur-Loire, datato gennaio 876), Teodorico era figlio del Conte di Autun, Childebrando III, e della moglie Dunna, di cui non si conoscono gli ascendenti.

Sia secondo LES FAMILLES NOBLES DU ROYAUME, DU DUCHÉ ET DU COMTÉ DE BOURGOGNE ET DE FRANCHE-COMTÉ : LES COMTES D'AUTUN, che secondo la Histoire du Duché de Bourgogne, du VIIIème au XIVème siècle, Childebrando III era figlio di Nibelungo II e di Berta, figlia del Conte di Autun, Teodorico I e di Alda o Aldana, figlia di Carlo Martello e probabilmente di Rotrude di Treviri.

## Biografia
Non si conosce l'anno esatto della morte di suo padre, Childebrando III, che si presume nell'832, anno in cui, secondo il documento n° VII delle Instrumenta ecclesiae Eduensis della Gallia christiana, in provincias ecclesiasticas distributa, Volume 4 Childebrando (Childebramnus comes), fece una donazione sul letto di morte.

Comunque, nell'836, suo padre era già morto, in quanto il re d'Aquitania, Pipino I, concedeva la signoria di Perrecy a suo fratello Eccardo, come ci viene confermato da La famille des Nibelungen Les comtes d' Autun au IXe siècle.
Secondo il Karoli II capitularia, Teodorico, nell'853, fu uno dei missi dominici (Pardulus episcopus, Altmarus, Theodacrus) in Occitania (Lauduniso, Portiano, Suessonico, Urciso et Vadiro) di Carlo il Calvo (Karoli II).
Ancora secondo il Karoli II capitularia, Teodorico, nell'854, fu elencato per primo (Teudacrus) tra coloro che giurarono fedeltà a Carlo il Calvo (Karoli II).
Ancora secondo il Karoli II capitularia, Teodorico, nell'870, fu tra coloro che furono testimoni (Adalelmus comes, Ingelramnus comes, Liutfridus comes, Theodericus comes, item Adalelmus comes) del patto tra Carlo il Calvo e Ludovico il Germanico (Hludovici Germ. et Karoli II pactio aquensis).
Nel gennaio 876, quando suo fratello, Eccardo, fece testamento, Teodorico venne citato assieme al figlio Riccardo (Theoderico et Richardo filio eius), come risulta nel documento n° XXV del Recueil des chartes de l'abbaye de Saint-Benoît-sur-Loire.
Sempre secondo il Karoli II capitularia, Carlo il Calvo, nell'877, prima di morire, nominò Teodorico tra coloro che avrebbero dovuto assistere il suo successore (ex comitibus aut Tedericus, aut Balduinus, sive Chuonradus, seu Adalelmus), il figlio Luigi il Balbo, che, in quello stesso anno, o nell'anno successivo lo investì della contea di Autun; secondo La famille des Nibelungen Les comtes d' Autun au IXe siècle, Teodorico divenne conte di Autun, nell'878, succedendo a Bernardo di Gotia; secondo LES FAMILLES NOBLES DU ROYAUME, DU DUCHÉ ET DU COMTÉ DE BOURGOGNE ET DE FRANCHE-COMTÉ : LES COMTES D'AUTUN, invece divenne conte di Autun nell'877.

Teodorico governò la contea per circa un anno, e, nell'879, gli subentrò Bosone I di Provenza, come viene riportato anche dagli Annales Bertiniani.
Nell'880, Teodorico (Theodoricus Comes) viene citato in un documento del Carlomanni regis diplomata inerente al conte di Autun, Riccardo di Borgogna (Richardi Comiti Augustodensis).
Teodorico morì nell'883; nel documento Quaedam notitiae et Charte, datato 885, del Recueil des historiens des Gaules et de la France. Tome 9, Teodorico viene citato già morto (quondam Theoderici comitis).

## Matrimonio e discendenza
Dalla moglie di cui non si conosce né il nome né gli ascendenti, Teodorico ebbe quattro figli:
- Riccardo, citato col padre nel testamento dello zio Eccardo[1];
- Teodorico, citato col fratello Riccardo ed il cognato, Urso nel documento Quaedam notitiae et Charte, datato 885, del Recueil des historiens des Gaules et de la France. Tome 9[14]
- un figlio maschio, citato come già morto nel documento Quaedam notitiae et Charte, datato 885, del Recueil des historiens des Gaules et de la France. Tome 9[14]
- una figlia femmina, che aveva sposato Urso, che viene citato nel documento Quaedam notitiae et Charte, datato 885, del Recueil des historiens des Gaules et de la France. Tome 9[14].

### Fonti primarie
- (LA)  #ES Gallia christiana, in provincias ecclesiasticas distributa, Volume 4.
- (LA)  Recueil des chartes de l'abbaye de Saint-Benoît-sur-Loire.
- (LA)  Recueil des historiens des Gaules et de la France. Tome 9.
- (LA)  Monumenta Germanica Historica, Scriptores, tomus primus.
- (LA)  Monumenta Germanica Historica, Legum, tomus primus.

### Letteratura storiografica
- (FR)  Histoire du Duché de Bourgogne du VIIIème au XIVème siècle.
- (FR)  La famille des Nibelungen Les comtes d'Autun au IXe siècle.